# De Zeven Provinciën (Schiff, 2002)
Die Fregatte De Zeven Provinciën (Kennung: F802) ist das Flaggschiff der Königlich Niederländischen Marine und Typschiff der De-Zeven-Provinciën-Klasse.

## Name
Der Name De Zeven Provinciën erinnert an die sieben nördlichen Provinzen der Niederlande, die am 23. Januar 1579 die Utrechter Union gründeten. Daraus entstand 1581 die Republik der Sieben Vereinigten Provinzen. Mit dem ehemaligen Flaggschiff des Admirals Michiel Adrianszoon de Ruyter, bekannt als De Zeven Provinciën ist die Fregatte das achte Schiff, das diesen Namen trägt.

## Schiffsplattform
Die De-Zeven-Provinciën-Klasse wurde im Rahmen eines trilateralen Abkommens zur Entwicklung einer gemeinsamen Schiffsplattform zwischen Deutschland, den Niederlanden und Spanien („Trilateral Frigate Cooperation“, TFC) entwickelt. In Deutschland wurde im Rahmen dieses Abkommens die Sachsen-Klasse gebaut, in Spanien die Álvaro-de-Bazán-Klasse.

## Geschichte
Das Schiff wurde am 1. September 1998 auf der Koninklijke Schelde-Werft in Vlissingen in den Niederlanden auf Kiel gelegt. Der Stapellauf erfolgte am 8. April 2000. Das Schiff wurde am 26. April 2002 in Dienst gestellt und ist die erste von vier Luftverteidigungs- und Führungsfregatten (LCF) der De-Zeven-Provinciën-Klasse. Die Fregatte ist in Den Helder stationiert.
Im März 2006 brach an Bord des Containerschiffs Hyundai Fortune der Reederei Hyundai Merchant Marine im Golf von Aden vor der Küste des Jemen ein Feuer aus. Die De Zeven Provinciën, die zu der Zeit am Horn von Afrika im Rahmen der Operation Enduring Freedom im Einsatz war, erreichte als erstes Schiff den in Seenot geratenen Frachter und konnte alle 27 Besatzungsmitglieder retten. Im Rahmen der gleichen Operation versuchte die Fregatte gemeinsam mit dem US-amerikanischen Zerstörer Roosevelt im Indischen Ozean vor der Küste Somalias einen südkoreanischen Trawler abzufangen, der von Piraten übernommen worden war. Nachdem die Kaperer die Besatzung des Trawlers umzubringen drohten, zogen sich beide Schiffe jedoch zurück.